# Blook (stripreeks)
Blook is een Nederlandse stripreeks, getekend door Johnn Bakker en geschreven door Lo Hartog van Banda en later door Dick Matena. Het is een humoristische superman-persiflage. De hoofdpersoon Blook eet per ongeluk een Supermolecuul van zijn vader, die uitvinder is, en verandert in een superheld. Zijn enige zwakke plek is dat hij zijn superkrachten verliest wanneer zijn vader hem een 'flop' noemt.

## Verhalen en publicaties
De strip werd gepubliceerd in het weekblad Pep. Er zijn acht verhalen van Blook gepubliceerd:
- Het Supermolekuul (1969)
- De Ruimtereiniger (1969)
- De Zwelplaneet (1970)
- De Melodioten (1970)
- De Robots (1972)
- De Profbokser (1972)
- De Tellecten (1973)
- De Ruimtepiraten (1973/1974)

De eerste vijf verhalen werden geschreven door Lo Hartog van Banda en de laatste drie door Dick Matena. Het verhaal 'De profbokser', een verhaal van vier pagina's, werd in 1972 gemaakt voor een speciale Pep over de Olympische spelen. De eerste twee verhalen 'Het Supermolekuul' en 'De Zwelplaneet' werden in één album uitgegeven door De Geïllustreerde Pers. De overige verhalen werden uitgegeven in de Oberon Zwartwitreeks.
Het eerste verhaal werd tevens in het Frans uitgegeven onder de titel Supermax Contre La Supermolecule 

## Vervolg
In 2019 werd de strip nieuw leven ingeblazen door Vick Debergh. Het door hem getekende en geschreven album Terug van weggeweest! werd uitgegeven door Proton Comics. 